# Larry Hagman
Larry Martin Hagman (n. 21 septembrie 1931 - d. 23 noiembrie 2012) a fost un actor american, regizor și producător de film și televiziune. Este cel mai cunoscut pentru rolul său J. R. Ewing în filmul serial Dallas, distribuit de către CBS, rol pe care l-a interpretat în perioada 1978-1991. Larry Hagman a murit în timpul realizării sezonului al II-lea al noului serial Dallas din 2012.

## Filmografie
- Search for Tomorrow (1951) (serial TV)
- The Edge of Night (1956) (serial TV)
- The Outcasts of Poker Flat (1958) (film de televiziune)
- Sea Hunt (1958–59) (serial TV)
- The Silver Burro (1963) (film de televiziune)
- The Cavern (1965)
- Ensign Pulver (1964)
- Fail-Safe (1964)
- In Harm's Way (1965)
- I Dream of Jeannie (1965-1970) (serial TV)
- The Rogues (1964) (serial TV)
- The Group (1966)
- Three's a Crowd (1969) (film de televiziune)
- Up in the Cellar (1970)
- Vanished (1971) (film de televiziune)
- The Hired Hand (1971) (film de televiziune)
- The Good Life (1971) (serial TV)
- A Howling in the Woods (1971) (film de televiziune)
- Getting Away from It All (1972) (film de televiziune)
- Beware! The Blob (1972) (debut regizoral)
- No Place to Run (1972) (film de televiziune)
- Antonio (1973)
- Here We Go Again (1973) (serial TV)
- Applause (1973) (TV)
- The Toy Game (1973)
- The Alpha Caper (1973) (TV)
- Blood Sport (1973) (TV)
- What Are Best Friends For? (1973) (film de televiziune)
- Stardust (1974)
- Sidekicks (1974) (film de televiziune)
- Harry and Tonto (1974)
- Hurricane (1974) (film de televiziune)
- Ellery Queen – The Adventure of the Mad Tea Party (1975) (serial TV, one episode)
- Sarah T. - Portrait of a Teenage Alcoholic (1975) (film de televiziune)
- The Big Rip-Off (1975) (film de televiziune)
- Mother, Jugs & Speed (1976)
- The Return Of The World's Greatest Detective (1976) (film de televiziune)
- The Big Bus (1976)
- The Eagle Has Landed (1976)
- Cry for Justice (1977)
- The Rhinemann Exchange (1977) (TV-mini-series)
- Checkered Flag or Crash (1977)
- Intimate Strangers (1977) (film de televiziune)
- A Double Life (1978) (film de televiziune)
- The President's Mistress (1978) (film de televiziune)
- Last of the Good Guys (1978) (film de televiziune)
- Dallas (1978–1991) (serial TV)
- Superman (1978)
- Knots Landing (1980–82) (serial TV)
- S.O.B. (1981)
- I Am Blushing (1981)
- Deadly Encounter (1982) (film de televiziune)
- Dallas: The Early Years (1986) (film de televiziune)
- Lone Star (1986) (TV documentary)
- Ein Schloß am Wörthersee (1992, 1993–1994) (German serial TV)
- Staying Afloat (1993) (film de televiziune)
- Nixon (1995)
- Dallas: J.R. Returns (1996) (film de televiziune)
- Orleans (1997) (serial TV)
- The Third Twin (1997) (film de televiziune)
- Primary Colors (1998)
- Dallas: War of the Ewings (1998) (film de televiziune)
- Nip/Tuck (2006) (serial TV)
- Lindenstraße (2006) (German soap opera)
- Somos Cómplices (2009) (Spanish soap opera)
- Desperate Housewives (2010)
- Dallas (2012)